# Programm der Kommunistischen Partei der Sowjetunion
Das Programm der Kommunistischen Partei der Sowjetunion war das Hauptdokument der Kommunistischen Partei der Sowjetunion (KPdSU), in dem die strategischen Pläne für die Innen- und Außenpolitik der Partei und der gesamten Sowjetunion dargelegt wurden. Zu den Zeiten, in denen die Partei unter anderem Namen bekannt war, wurde das Programm entsprechend bezeichnet, z. B. das Programm der Kommunistischen Partei Russland (Bolschewiki) usw.

## Erstes Programm
Das erste Programm wurde 1903 verabschiedet (Programm der Sozialdemokratischen Arbeiterpartei Rußlands von 1903), mit dem Hauptziel, den Zarismus abzuschaffen und die Macht auf die Arbeiterklasse zu übertragen.

## Zweites Programm
Das zweite Programm wurde nach der Oktoberrevolution von 1917 mit dem Hauptziel verabschiedet, die sozialistische Gesellschaft in Russland aufzubauen (1919 auf dem 8. Kongress verabschiedet).

## Drittes Programm
Das dritte Programm wurde 1961 auf dem 22. Parteitag der Kommunistischen Partei der Sowjetunion mit dem ehrgeizigen Ziel verabschiedet, den Kommunismus in 20 Jahren aufzubauen. Dem Programmentwurf zufolge sollte 

„die kommunistische Gesellschaft in der Sowjetunion bis 1980 aufgebaut sein, bis dahin ein Überfluss an materiellen Gütern herrschen, die Arbeitsproduktivität das Doppelte gegenüber den USA betragen, die Arbeitszeit noch 30 bis 36 Stunden umfassen.“

Der Historiker Archie Brown schrieb, das Programm wäre the last authoritative document produced by the Communist Party of the Soviet Union to take entirely seriously the building of a communist society ("das letzte maßgebliche Dokument der Kommunistischen Partei der Sowjetunion, das den Aufbau einer kommunistischen Gesellschaft völlig ernst nimmt").

## Letzte Fassung
Die letzte Fassung des Programms wurde 1986 auf dem 27. Parteitag der KPdSU verabschiedet. Im Gegensatz zu früheren Programmen war die 1986er Version die neugefasste 1961er Version.